# Yamaguchi Atsushi
Atsushi Yamaguchi (sinh ngày 8 tháng 7 năm 1980) là một cầu thủ bóng đá người Nhật Bản.

## Sự nghiệp câu lạc bộ
Atsushi Yamaguchi đã từng chơi cho Tokushima Vortis và Banditonce Kakogawa.